# Xian de Xinshao
Le xian de Xinshao (新邵县 ; pinyin : Xīnshào Xiàn) est un district administratif de la province du Hunan en Chine. Il est placé sous la juridiction de la ville-préfecture de Shaoyang.

## Démographie
La population du district était de 712 072 habitants en 1999.